# (5267) 1966 CF
(5267) 1966 CF (1966 CF, 1973 AL3, 1988 DG) — астероїд головного поясу, відкритий 13 лютого 1966.
Тіссеранів параметр щодо Юпітера — 3.524.